# Amstrad CPC 472
El Amstrad CPC472 fue un modelo de ordenador doméstico fabricado por Amstrad, y distribuido por Indescomp exclusivamente para el mercado español en 1985.

## Detalles técnicos
Se trata de una modificación del modelo CPC464 con teclado inglés (sin tecla Ñ) que en aquellos momentos se comercializaba en España. Su aspecto externo es idéntico al de este último, salvo por la sustitución de la leyenda "CPC464" por la de "CPC472" en la carcasa.
Internamente usa la misma placa que el CPC464, pero el chip de ROM que el CPC464 lleva soldado directamente a dicha placa, con la versión 1.0 del BASIC, es sustituido en el CPC472 por un pequeño circuito impreso auxiliar en el que va montada una ROM versión 1.1 (la misma que incluía el modelo CPC664 y posteriormente el CPC6128), y un chip de 8KB de RAM, con lo que el nuevo modelo contaba con un total de 72KB de RAM.
En la documentación del aparato se menciona que los 8KB de RAM adicional no son utilizables directamente por el usuario, sino que han tenido que ser añadidos porque son usados internamente por las nuevas rutinas y comandos de la versión 1.1 del BASIC. En realidad esto es falso, ya que por un lado, el chip de 8KB, aunque físicamente esté soldado a la placa auxiliar, eléctricamente no está conectado al resto del sistema y no puede ser direccionado de ninguna manera, y por otro, el modelo CPC 664, de sólo 64KB, incorpora la misma versión 1.1 y no necesita de la memoria adicional para gestionar los nuevos comandos.

## Historia
El motivo de esta modificación fue eludir una ley española de 1985 (Real Decreto 1215/1985 y 1558/1985) que gravaba con un arancel de 15.000 pesetas todos aquellos microordenadores importados en España que tuviesen 64 KB o menos de RAM. De esta forma, al disponer teóricamente de 72 KB, el CPC472 no se veía afectado por esta ley, y Amstrad se ahorraba el pago del impuesto.
Más tarde, se hizo también obligatorio que el teclado de todos los ordenadores comercializados en España estuviera adaptado al castellano (Real Decreto 1250/1985), lo que obligó a Indescomp a comercializar versiones castellanizadas tanto del CPC464 como del CPC472 (ambos con la ROM BASIC 1.0 original traducida, frente a la 1.1 que usaba la versión sin "eñe" del 472). 
Amstrad siempre negó conocer la existencia del modelo CPC472 y durante mucho tiempo se creyó que la operación de creación y comercialización del CPC 472 fue llevada a cabo en España por Indescomp (que más tarde se convertiría en la filial Amstrad España) sin informar ni consultar a la casa matriz. En la autobiografía de Lord Sugar, sin embargo, se explica que la creación del CPC472 fue hecha con conocimiento y colaboración de Amstrad.